# Neoclytus tapajonus
Neoclytus tapajonus är en skalbaggsart som beskrevs av Bates 1870. Neoclytus tapajonus ingår i släktet Neoclytus och familjen långhorningar. Inga underarter finns listade i Catalogue of Life.